# Oleksandr Jakovenko
Oleksandr Pavlovyč Jakovenko (in ucraino Олександр Павлович Яковенко?, traslitterazione anglosassone: Oleksandr Pavlovych Yakovenko, a volte traslitterato anche come Oleksandr Iakovenko; Kiev, 23 giugno 1987) è un ex calciatore ucraino, di ruolo centrocampista.
È soprannominato Sasha o Alex più facili da pronunciare rispetto al nome di battesimo.
Ritiratosi dal calcio giocato a soli 29 anni, dal 2018 è commentatore televisivo.

## Biografia
È figlio di Pavlo Jakovenko ex giocatore e allenatore e fratello di Jurij Jakovenko anch'egli giocatore. Possiede il passaporto comunitario, per la precisione quello belga.

## Caratteristiche tecniche
È un esterno offensivo, può giocare su entrambe le fasce ma predilige giocare a sinistra posizione dove può accentrarsi e calciare in porta con il suo piede preferito il destro. Può ricoprire anche il ruolo di seconda punta.

## Carriera

### Club
Inizia la carriera nelle giovanili del Lokomotyv Kiev. Passa poi nel professionismo nel 2003 con il Metalist Kharkiv, in cui colleziona 8 presenze e un gol segnato.
Nel 2005 approda in Belgio dove disputa una stagione con il Lierse. L'anno dopo passa al Genk dove gioca per 2 stagioni. Nel gennaio 2008 passa in prestito con diritto di riscatto all'Anderlecht, dove riesce a esordire e segnare un gol anche in Coppa UEFA, venendo poi riscattato a giugno. Nel 2009 viene ceduto in prestito al Westerlo per due stagioni e poi ancora in prestito nel gennaio 2012 al Oud-Heverlee Leuven. A giugno torna in pianta stabile all'Anderlecht dove esordisce in Champions League segnando anche 2 gol nei preliminari.
Rimasto svincolato dall'Anderlecht, il 22 maggio 2013 viene tesserato dalla società italiana della Fiorentina, con cui firma un contratto fino al 30 giugno 2016. Esordisce in maglia viola il 15 settembre nella gara di campionato Fiorentina-Cagliari (1-1), entrando al 51' al posto di Mario Gómez.
Il 31 gennaio 2014 si trasferisce in prestito al Málaga. ma a fine stagione non viene riscattato dalla società spagnola e così ritorna alla Fiorentina. Nella stagione successiva non trova nessun spazio nella squadra gigliata  e così il 2 febbraio 2015, a chiusura della sessione invernale di calciomercato, si trasferisce a titolo temporaneo fino al 30 giugno 2015 in Eredivisie all'ADO Den Haag. Il 5 aprile 2014 trova il suo primo gol con la nuova maglia nella vittoriosa trasferta per 3-2 contro l'Excelsior Rotterdam.
Rientra a Firenze per la stagione 2015-2016, ma la Fiorentina non lo inserisce né nella lista dei 25 della Serie A né in quella UEFA. Si trova così praticamente fuori squadra trovando spazio solo con la formazione Primavera con cui conta una presenza e un gol.
Il 1º febbraio 2016 rescinde con sei mesi d'anticipo il contratto con la Fiorentina. Il giorno successivo, a undici anni di distanza, torna in patria firmando con la Dinamo Kiev. Alla fine della stagione si ritira dal calcio giocato.

### Nazionale
Ha giocato in tutti i livelli giovanili della Nazionale ucraina.
Il 2 giugno 2010 ha fatto il suo esordio da titolare nella Nazionale maggiore contro la Norvegia.

## Statistiche

### Presenze e reti nei club
Statistiche aggiornate al 18 marzo 2016.
| Stagione          | Squadra           | Campionato        | Campionato | Campionato | Coppe nazionali | Coppe nazionali | Coppe nazionali | Coppe continentali | Coppe continentali | Coppe continentali | Altre coppe | Altre coppe | Altre coppe | Totale | Totale |
| Stagione          | Squadra           | Comp              | Pres       | Reti       | Comp            | Pres            | Reti            | Comp               | Pres               | Reti               | Comp        | Pres        | Reti        | Pres   | Reti   |
| ----------------- | ----------------- | ----------------- | ---------- | ---------- | --------------- | --------------- | --------------- | ------------------ | ------------------ | ------------------ | ----------- | ----------- | ----------- | ------ | ------ |
| 2003-2004         | Metalist          | PL                | 1          | 1          | KU              | 1               | 1               | -                  | -                  | -                  | -           | -           | -           | 2      | 2      |
| 2004-2005         | Metalist          | PL                | 7          | 0          | KU              | 2               | 0               | -                  | -                  | -                  | -           | -           | -           | 9      | 0      |
| Totale Metalist   | Totale Metalist   | Totale Metalist   | 8          | 1          |                 | 3               | 1               |                    | -                  | -                  |             | -           | -           | 11     | 2      |
| 2005-2006         | Lierse            | D1                | 16         | 2          | CB              | 1               | 0               | -                  | -                  | -                  | -           | -           | -           | 17     | 2      |
| 2006-2007         | Genk              | D1                | 10         | 0          | CB              | 3               | 1               | -                  | -                  | -                  | -           | -           | -           | 13     | 1      |
| 2007-gen. 2008    | Genk              | D1                | 4          | 0          | CB              | 2               | 0               | UCL                | 0                  | 0                  | -           | -           | -           | 6      | 0      |
| Totale Genk       | Totale Genk       | Totale Genk       | 14         | 0          |                 | 5               | 1               |                    | 0                  | 0                  |             | -           | -           | 19     | 1      |
| gen.-giu. 2008    | Anderlecht        | D1                | 3          | 0          | CB              | 2               | 0               | CU                 | 1                  | 1                  | -           | -           | -           | 6      | 1      |
| 2008-2009         | Anderlecht        | D1                | 20         | 2          | CB              | 0               | 0               | -                  | -                  | -                  | SB          | 0           | 0           | 20     | 2      |
| lug.-ago. 2009    | Anderlecht        | D1                | 0          | 0          | CB              | -               | -               | UCL                | 0                  | 0                  | -           | -           | -           | 0      | 0      |
| ago. 2009-2010    | Westerlo          | D1                | 29         | 10         | CB              | 3               | 1               | -                  | -                  | -                  | -           | -           | -           | 32     | 11     |
| 2010-2011         | Westerlo          | D1                | 31         | 4          | CB              | 6               | 0               | -                  | -                  | -                  | -           | -           | -           | 37     | 4      |
| Totale Westerlo   | Totale Westerlo   | Totale Westerlo   | 60         | 14         |                 | 9               | 1               |                    | -                  | -                  |             | -           | -           | 69     | 15     |
| 2011-gen. 2012    | Anderlecht        | D1                | 4          | 0          | CB              | 2               | 0               | UEL                | 1                  | 0                  | -           | -           | -           | 7      | 0      |
| gen.-giu. 2012    | OH Leuven         | D1                | 13         | 3          | CB              | -               | -               | -                  | -                  | -                  | -           | -           | -           | 13     | 3      |
| 2012-2013         | Anderlecht        | D1                | 24         | 7          | CB              | 4               | 0               | UCL                | 9                  | 2                  | SB          | 1           | 0           | 38     | 9      |
| Totale Anderlecht | Totale Anderlecht | Totale Anderlecht | 51         | 9          |                 | 8               | 0               |                    | 11                 | 3                  |             | -           | -           | 70     | 12     |
| 2013-gen. 2014    | Fiorentina        | A                 | 3          | 0          | CI              | 0               | 0               | UEL                | 3                  | 0                  | -           | -           | -           | 6      | 0      |
| gen.-giu. 2014    | Málaga            | PD                | 9          | 1          | CR              | -               | -               | -                  | -                  | -                  | -           | -           | -           | 9      | 1      |
| 2014-gen. 2015    | Fiorentina        | A                 | 0          | 0          | CI              | 0               | 0               | UEL                | -                  | -                  | -           | -           | -           | 0      | 0      |
| gen.-giu. 2015    | ADO Den Haag      | E                 | 11         | 2          | CO              | -               | -               | -                  | -                  | -                  | -           | -           | -           | 11     | 2      |
| 2015-feb.2016     | Fiorentina        | A                 | -          | -          | CI              | 0               | 0               | UEL                | -                  | -                  |             | -           | -           | 0      | 0      |
| Totale Fiorentina | Totale Fiorentina | Totale Fiorentina | 3          | 0          |                 | 0               | 0               |                    | 3                  | 0                  |             | -           | -           | 6      | 0      |
| feb.-giu. 2016    | Dinamo Kiev       | PL                | 4          | 0          | KU              | 1               | 0               | UCL                | 1                  | 0                  | SU          | -           | -           | 6      | 0      |
| Totale carriera   | Totale carriera   | Totale carriera   | 189        | 32         |                 | 27              | 3               |                    | 15                 | 3                  |             | 1           | 0           | 232    | 38     |

### Cronologia presenze e reti in nazionale
| Cronologia completa delle presenze e delle reti in nazionale ― Ucraina | Cronologia completa delle presenze e delle reti in nazionale ― Ucraina | Cronologia completa delle presenze e delle reti in nazionale ― Ucraina | Cronologia completa delle presenze e delle reti in nazionale ― Ucraina | Cronologia completa delle presenze e delle reti in nazionale ― Ucraina | Cronologia completa delle presenze e delle reti in nazionale ― Ucraina | Cronologia completa delle presenze e delle reti in nazionale ― Ucraina | Cronologia completa delle presenze e delle reti in nazionale ― Ucraina |
| Data                                                                   | Città                                                                  | In casa                                                                | Risultato                                                              | Ospiti                                                                 | Competizione                                                           | Reti                                                                   | Note                                                                   |
| ---------------------------------------------------------------------- | ---------------------------------------------------------------------- | ---------------------------------------------------------------------- | ---------------------------------------------------------------------- | ---------------------------------------------------------------------- | ---------------------------------------------------------------------- | ---------------------------------------------------------------------- | ---------------------------------------------------------------------- |
| 2-6-2010                                                               | Oslo                                                                   | Norvegia                                                               | 0 – 1                                                                  | Ucraina                                                                | Amichevole                                                             | -                                                                      | 56’                                                                    |
| Totale                                                                 |                                                                        | Presenze                                                               | 1                                                                      |                                                                        | Reti                                                                   | 0                                                                      |                                                                        |

## Palmarès

### Club

#### Competizioni nazionali
- Campionato belga: 2

Anderlecht: 2011-2012, 2012-2013
- Coppa del Belgio: 1

Anderlecht: 2007-2008
- Supercoppa belga: 1

Anderlecht: 2012
- Campionato ucraino: 1

Dinamo Kiev: 2015-2016